# ژاکوب کارول پارناس
ژاکوب کارول پارناس (روسی: Яков Оскарович Парнас؛ زاده ۱۶ ژانویهٔ ۱۸۸۴ درگذشته ۲۹ ژانویهٔ ۱۹۴۹) یک دانشمند اهل لهستان بود.